# Antonio Serro
Antonio Serro, genannt Krauss (* um 1565; † nach 1630), war ein Schweizer Architekt und Ingenieur am Hofe des Pfalzgrafen Wolfgang Wilhelm von Pfalz-Neuburg in Jülich-Berg und Pfalz-Neuburg.

## Leben

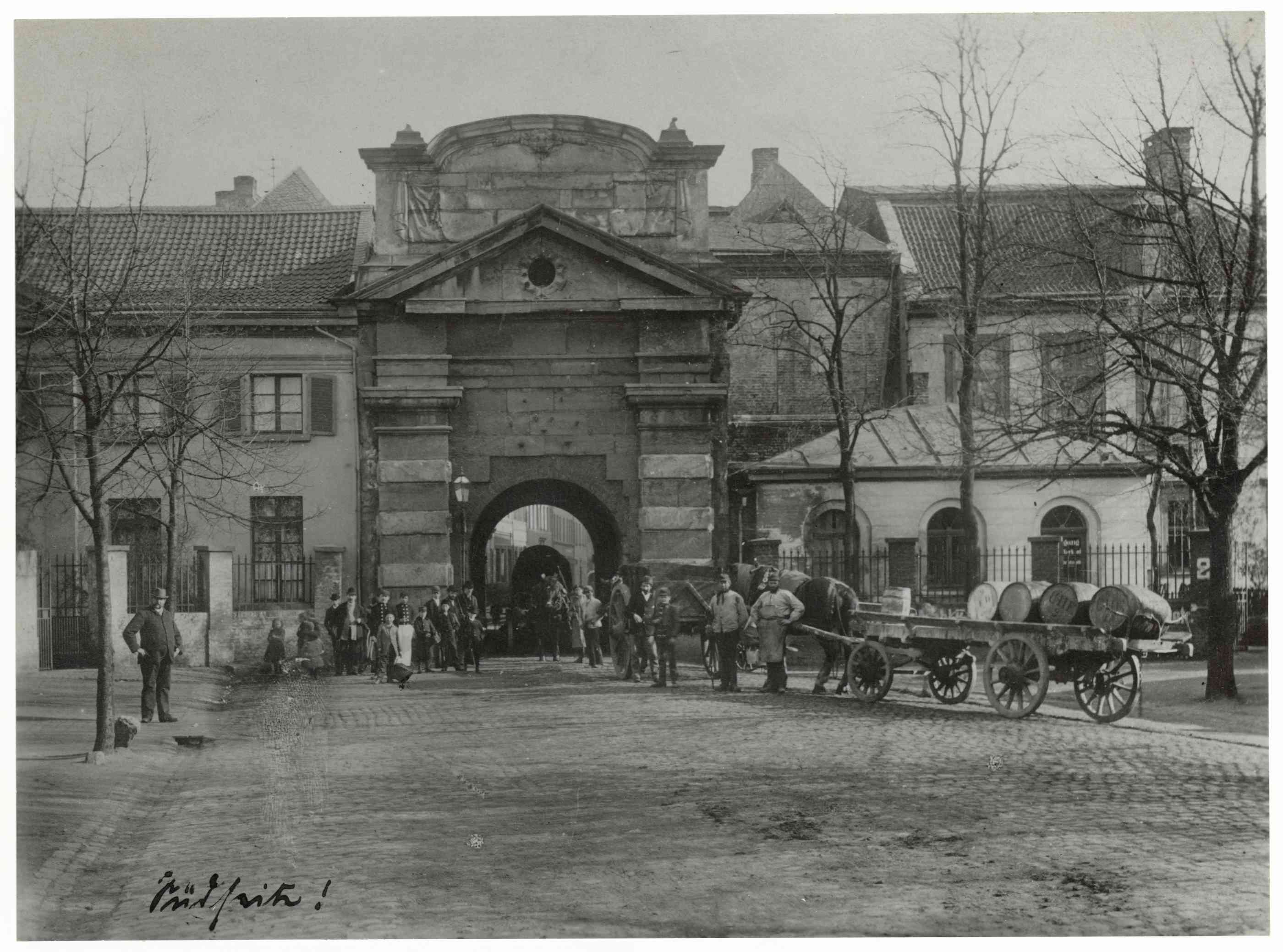
Berger Tor am Ende des 19. Jahrhunderts, Foto von Julius Söhn

Antonio Serro war vermutlich ein Spross der Baumeisterfamilie Serro (auch Serri oder Cerro) aus Roveredo in Graubünden. Von dort stammte auch der Baumeister Johann Serro, der im 17. Jahrhundert am Hofe der Neuburger Pfalzgrafen wirkte.
Für den Pfalzgrafen Wolfgang Wilhelm errichtete Antonio Serro 1614 in Burgau den Blockhausturm. Seit 1619 wirkte er in Düsseldorf, um im Dreißigjährigen Krieg die Festung Düsseldorf mit dem Ausbau der Zitadelle zu verstärken. Hierbei entstanden die neue Citadellstraße und ein neues Berger Tor. Der Historiker Friedrich Küch brachte ihn außerdem als Architekten der Düsseldorfer Hof- und Jesuitenkirche St. Andreas ins Gespräch. An der Fertigstellung der Neuburger Hofkirche war er beteiligt.